# Radziszewo, Hạt Gryfino
Radziszewo [rad͡ʑiˈʂɛvɔ] (trước đây là Retzowsfelde của Đức) là một ngôi làng thuộc khu hành chính của Gmina Gryfino, thuộc hạt Gryfino, West Pomeranian Voivodeship, ở phía tây bắc Ba Lan, gần biên giới Đức. Nó nằm khoảng 9 kilômét (6 mi) phía đông bắc Gryfino và 12 km (7 mi) phía nam thủ đô khu vực Szczecin.
Trước năm 1945, khu vực này là một phần của Đức. Đối với lịch sử của khu vực, xem Lịch sử của Pomerania.
Ngôi làng có dân số 480 người.